# Ecografia mammaria
L'ecografia mammaria è utilizzata in medicina per lo studio morfologico della mammella sia maschile che femminile.

## Metodica
L'ecografia (ecotomografia) è una tecnica diagnostica basata sugli ultrasuoni, in cui una sonda capta un'onda di rifrazione degli stessi dopo che questi hanno attraversato una parte del corpo. Un apposito computer ricostruisce in seguito una ben definita immagine sulla base dei dati raccolti.

## Procedura ed effetti collaterali
Ad oggi è una metodica che non presenta effetti collaterali e/o controindicazioni. Non essendo basata su radiazioni essa è consigliabile anche ai soggetti giovani nonché in gravidanza. L'esame è completamente indolore e non invasivo. Sulla cute si applica un gel acquoso per evitare l'interfaccia del trasduttore (sonda) con l'aria.

## Indicazioni
Di supporto o comunque complementare alla mammografia, si è imposta negli ultimi anni come essenziale nella diagnosi precoce del cancro della mammella soprattutto grazie alle nuove sonde ad alta frequenza (9-13 Mhz).
Certamente utile quanto e forse più della mammografia per lo studio della patologia benigna della mammella (fibroadenomi, lipomi e cisti), essa è oggi un ottimo strumento di diagnostica preventiva e pertanto consigliata una volta l'anno.

## Associazione all'esame Doppler
Al semplice esame ecografico può associarsi lo studio ecocolor Doppler che permette, tramite un sofisticato software, studiando la vascolarizzazione di una lesione, di inquadrare meglio un sospetto diagnostico.